# Cerkev sv. Duha, Celje
Cerkev svetega Duha na Ostrožnem v Celju je župnijska cerkev celjske mestne župnije Sveti Duh.

## Zgodovina
Župnijska cerkev Svetega Duha je bila zgrajena kot nadomestilo za staro cerkev Svetega Duha iz 14. stoletja, ki je bila porušena leta 1962. Gradnja nove cerkve v mestni četrti Ostrožno se je začela leta 1989, na lokaciji ob potoku Koprivnica, v bližini avtoceste A1.

## Gradnja in posvetitev
Za glavnega izvajalca gradnje novega župnijskega centra je bilo izbrano gradbeno podjetje GIP Gradis Celje. 
Gradnja se je pričela leta 1989 in je bila končana že naslednje leto, ko je bila cerkev posvečena.

### Cerkveni zvonovi
V zvoniku se nahajajo trije zvonovi.